# 伊東祐隆
伊東 祐隆（いとう すけたか）は、江戸時代中期の大名。日向国飫肥藩の第8代藩主。

## 略歴
正徳6年（1716年）正月13日（または宝永7年（1710年））、第6代藩主・伊東祐永の3男として生まれる。庶長子のため父・伊東祐永から家督を継げなかったが、延享元年（1744年）に異母弟で7代藩主・祐之が没すると家督を継いだ。
宝暦7年（1757年）8月18日に死去。家督は長男・祐福が継いだ。

## 系譜
父母
- 伊東祐永（実父）
- 井上氏 - 側室（実母）
- 伊東祐之（養父）

正室
- 愛宕通晴の娘

子女
- 伊東祐福（長男）生母は正室
- 伊東祐武（次男）
- 搖泉院 - 亀井矩貞正室